# Nangō Mochifumi
Nangō Mochifumi (南郷 茂章, Mochifumi Nangō) (1er juillet 1906 - 18 juillet 1938) est un as du Service aérien de la Marine impériale japonaise qui fut tué au combat. Il est crédité de 8 victoires aériennes.

## Biographie
Nangō sort diplômé de l'école navale d'Etajima (en) en 1927 et achève une formation complète de pilote en novembre 1932. Après avoir servi sur le porte-avions Akagi, il passe deux ans à Londres comme attaché naval assistant à l'ambassade japonaise.
De retour au Japon, Nangō est posté dans le 13e groupe aérien en octobre 1937 peu après le début des hostilités avec la Chine. Lors d'un seul engagement au-dessus de Nankin le 2 décembre 1937, il est crédité de la destruction de deux avions chinois. Plus tard dans le même mois, il est affecté comme commandant de division sur le porte-avions Sōryū.
En juillet 1938, Nangō assume le commandement du 15e groupe aérien basé à Anqing. Il mène son groupe de chasseurs dans des opérations aériennes visant à soutenir les forces au sol autour de Hankou et à protéger les navires japonais sur le fleuve Yangzi Jiang. Beaucoup de pilotes, dont Nangō, tombent malades en raison des mauvaises conditions sanitaires à Anqing, mais il refuse d'être relevé de son poste. Le 18 juillet 1938, il est tué durant un combat aérien quand son avion entre en collision avec un chasseur Polikarpov I-15 chinois piloté par le volontaire soviétique Valentin Dudonov. La mort de Nangō est largement diffusée au Japon et le vice-ministre de la Marine, Isoroku Yamamoto, assiste en personne à ses funérailles.